# Даркилах
Даркилах (рос. Даркылах) — село у Мегіно-Кангалаському улусі Республіки Сахи Російської Федерації.
Населення становить 428 осіб. Належить до муніципального утворення Чиамайикинський наслег.

## Географія

### Клімат
| Клімат Даркилаха          | Клімат Даркилаха | Клімат Даркилаха | Клімат Даркилаха | Клімат Даркилаха | Клімат Даркилаха | Клімат Даркилаха | Клімат Даркилаха | Клімат Даркилаха | Клімат Даркилаха | Клімат Даркилаха | Клімат Даркилаха | Клімат Даркилаха | Клімат Даркилаха |
| Показник                  | Січ.             | Лют.             | Бер.             | Квіт.            | Трав.            | Черв.            | Лип.             | Серп.            | Вер.             | Жовт.            | Лист.            | Груд.            | Рік              |
| Середній максимум, °C     | −36,6            | −28,9            | −13,2            | 0,8              | 12,7             | 22,0             | 25,1             | 21,3             | 11,4             | −3,6             | −23,7            | −34,5            | −3               |
| Середня температура, °C   | −40,6            | −34,8            | −21,3            | −6,3             | 6,4              | 15,0             | 18,3             | 14,8             | 5,9              | −8,3             | −28,3            | −38,4            | −9               |
| Середній мінімум, °C      | −44,5            | −40,7            | −29,4            | −13,3            | 0,1              | 8,1              | 11,5             | 8,3              | 0,4              | −12,9            | −32,9            | −42,3            | −15              |
| Норма опадів, мм          | 12               | 8                | 8                | 11               | 24               | 45               | 50               | 47               | 37               | 24               | 17               | 14               | 297              |
| ------------------------- | ---------------- | ---------------- | ---------------- | ---------------- | ---------------- | ---------------- | ---------------- | ---------------- | ---------------- | ---------------- | ---------------- | ---------------- | ---------------- |
| Джерело: climate-data.org |                  |                  |                  |                  |                  |                  |                  |                  |                  |                  |                  |                  |                  |

## Історія
Згідно із законом від 30 листопада 2004 року органом місцевого самоврядування є Чиамайикинський наслег.

## Населення
| 2002 | 2010 | 2012 | 2013 | 2014 | 2015 | 2016 |
| ---- | ---- | ---- | ---- | ---- | ---- | ---- |
| 486  | ↘434 | ↘414 | ↗415 | ↗416 | ↘413 | ↘412 |
| 2017 | 2018 |      |      |      |      |      |
| ↗417 | ↗428 |      |      |      |      |      |